# ベネット彗星 (C/1969 Y1)
ベネット彗星（英語: Comet Bennett、仮符号:C/1969 Y1）は1969年12月28日に南アフリカ・プレトリアのJohn Caister Bennett（英語版）によって発見された長周期彗星である。発見当時の見かけの等級は8.5等であった。翌年3月20日に近日点を通過し、同月26日に地球に0.69 auの距離で最接近した。見かけの等級は最大時には-3等程度にまで達した。1971年2月27日を最後に観測されなくなった。